# Rivière aux Sables (réservoir Pipmuacan)
Pour les articles homonymes, voir Rivière aux Sables.
La rivière aux Sables est un affluent du réservoir Pipmuacan, coulant sur la rive nord-ouest du fleuve Saint-Laurent, dans le territoire non organisé Mont-Valin, dans la municipalité régionale de comté (MRC) Le Fjord-du-Saguenay, dans la région administrative de la Saguenay-Lac-Saint-Jean, dans la Province de Québec, au Canada.
La partie intermédiaire de la vallée de la rivière aux Sables est desservie par la route forestière R0958, surtout pour les besoins de la foresterie et des activités récréotouristiques. La partie supérieure est desservie par la route forestière R0208. Quelques autres routes forestières secondaires desservent le territoire,.
La foresterie constitue la principale activité économique du secteur ; les activités récréotouristique, en second.
La surface de la rivière aux Sables habituellement gelée de la fin novembre au début avril, toutefois la circulation sécuritaire sur la glace se fait généralement de la mi-décembre à la fin mars.

## Géographie
Les principaux bassins versants voisins de la rivière aux Sables sont :
- Côté Nord : Rivière à Paul, réservoir Pipmuacan, rivière Betsiamites, lac Riverin ;
- Côté Est : Réservoir Pipmuacan, rivière Betsiamites, rivière Lionnet, lac Kakuskanus, lac du Sault aux Cochons, rivière du Sault aux Cochons, rivière Andrieux, rivière Desroches ;
- Côté Sud : rivière Sainte-Marguerite, rivière à la Cruche, rivière Boivin, rivière aux Foins, rivière Caribou ;
- Côté Ouest : rivière à la Hache, rivière Beauséjour, rivière Shipshaw, rivière Onatchiway[2].

La rivière aux Sables prend sa source à l’embouchure d’un lac non identifié (longueur : 1,5 km en forme de T ; altitude : 667 m), en zone forestière et entouré de montagnes. Cette source est située à :
- 5,7 km au sud du lac Poulin-De Courval ;
- 71,2 km au sud de l’embouchure de la rivière aux Sables ;
- 81,5 km au sud-est du barrage de la centrale Bersimis-1, correspondant à l’embouchure du réservoir Pipmuacan ;
- 87,9 km au sud-est du centre du village de Labrieville ;
- 131,9 km au sud-est de l’embouchure de la rivière Betsiamites[2].

À partir de l’embouchure du lac de tête, le cours de la rivière aux Sables descend sur 99,6 km, selon les segments suivants :
Cours supérieur de la rivière aux Sables (segment de 50,7 km)
- 2,8 km vers le sud en entrant dans le canton de Mercier et en traversant le lac Cospel (longueur : 2,5 km ; altitude : 657 m) sur 1,8 km, jusqu’à son embouchure ;
- 1,3 km vers le sud-ouest, jusqu’à un coude de rivière ;
- 4,8 km vers le nord-ouest, jusqu’à la limite nord du canton de Le Mercier ;
- 16,8 km vers le nord-est, jusqu’à la confluence (venant du nord) de la rivière Wapishish ;
- 5,0 km vers le nord-est, jusqu’à la confluence (venant du sud-est) de la rivière Poulin laquelle draine le lac Poulin-De Courval ;
- 8,9 km vers le nord, en formant une courbe vers l'ouest ;
- 11,1 km vers le nord-ouest, en traversant le lac Brazza sur sa pleine longueur lequel reçoit du côté ouest la décharge du lac Mirepoix ;

Cours inférieur de la rivière aux Sables (segment de 48,9 km)
- 3,7 km vers le nord-est en recueillant le ruisseau Éléphant (venant de l'ouest), jusqu’à un coude de rivière ;
- 2,3 km le sud, jusqu’à un coude rivière ;
- 9,5 km vers le nord en recueillant la décharge du lac du Prototype, jusqu’à la rive sud du lac Itomamo. Note : ce lac reçoit du côté est la rivière Tagi ;
- 5,7 km vers le nord en traversant le lac Itomamo (longueur : 9,6 km (incluant la baie de l'Est) ; altitude : 476 m), jusqu’à un coude de rivière ;
- 27,7 km vers le nord dans une vallée encaissée, jusqu’à la rive sud d’une baie du réservoir Pipmuacan[2].

L'embouchure de la rivière aux Sables se déverse sur la rive sud au fond d’une baie du réservoir Pipmuacan dans le territoire non organisé de Mont-Valin. Cette confluence de la rivière aux Sables située à :
- 38,3 km à l'ouest d’une baie du lac du Sault aux Cochons ;
- 52,7 km au sud-est de la centrale Bersimis-1 du Sud-Est du réservoir Pipmuacan ;
- 69,8 km au sud-est du centre du village de Labrieville ;
- 128,3 km au nord-ouest du centre-ville de Forestville ;
- 142,9 km à l'ouest de l’embouchure de la rivière Betsiamites[2],[4].

## Toponymie
Le toponyme rivière aux Sables a été officialisé le 5 décembre 1968 à la Banque des noms de lieux de la Commission de toponymie du Québec, soit à la création de cette commission.